# Бєлорєцьке міське поселення
Бєлорєцьке міське поселення (рос. Белорецкое городское поселение) — муніципальне утворення у складі Бєлорєцького району Башкортостану, Росія. Адміністративний центр та єдиний населений пункт — місто Бєлорєцьк.

## Історія
17 грудня 2004 року зі складу міської ради було виділено і передано до складу Бєлорєцького району (так як місто Бєлорєцьк було містом обласного підпорядкування) Ломовську, Туканську і Тірлянську селищні ради.

## Населення
Населення — 65054 особи (2019, 68806 в 2010, 71093 в 2002).